# Synapturichthys kleinii
Synapturichthys kleinii is een straalvinnige vissensoort uit de familie van de eigenlijke tongen (Soleidae). De wetenschappelijke naam van de soort is voor het eerst geldig gepubliceerd in 1827 door Risso.